# Mesomyia barbata
Mesomyia barbata är en tvåvingeart som först beskrevs av Jacques-Marie-Frangile Bigot 1892.  Mesomyia barbata ingår i släktet Mesomyia och familjen bromsar.
Artens utbredningsområde är Seychellerna. Inga underarter finns listade i Catalogue of Life.